# Tomás Vila

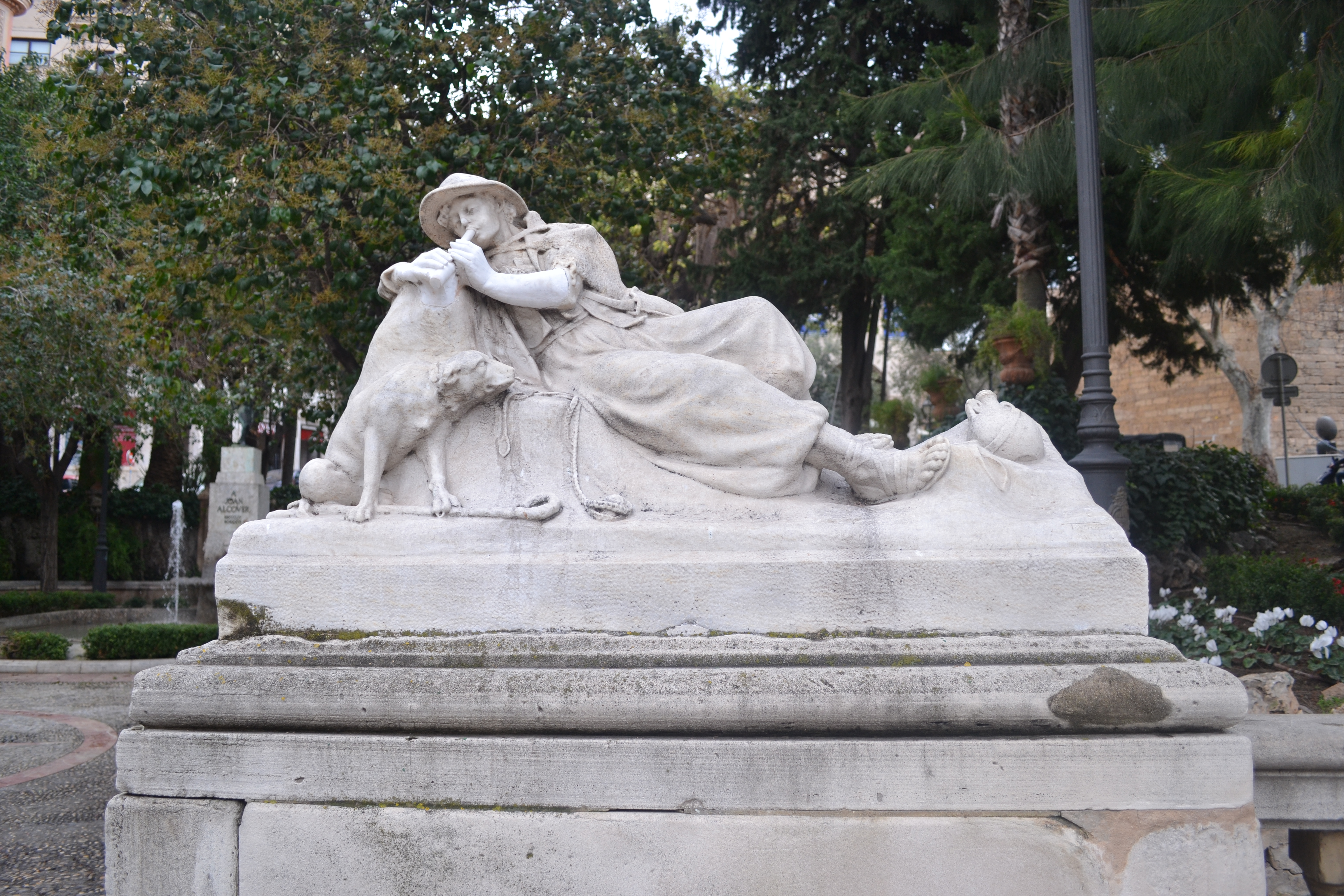
Pastor, 1950, en la Plaza de la Reina de Palma.

Tomás Vila Mayol (Palma de Mallorca, c. 1893 - 27 de mayo de 1963) fue un escultor español que estudió en las escuelas de Artes y Oficios de Palma y continuó su carrera en Barcelona, junto a su amigo y profesor Enric Clarasó. Fue alumno, también del escultor Lorenzo Ferrer, que ejercía en un taller cerca de la Rambla. Fue un escultor costumbrista y clásico que llevó a cabo un gran número de estatuas, relieves y lápidas con un gran ritmo de trabajo. Sus obras se exponen en varias plazas y edificios de Palma, como la Plaza del Olivar, la Plaza de la Reina o la Plaza de la Virgen de la Salud, así como en otros lugares de Mallorca, como el Santuario de San Salvador. Trabajó también en el palacio del Consejo Insular de Mallorca. Colaboró con Antoni Gaudí en la restauración de la Catedral de Mallorca, donde esculpió el púlpito de la Epístola.
Durante la posguerra se dedicó a temas religiosos distribuidos alrededor de la isla, sobre todo, en Felanich, aunque también exportó sus obras a Menorca, Barcelona, Madrid, los Países Bajos y los Estados Unidos. Fue secretario y miembro, entre 1932 y el año de su muerte, de la Real Academia de Bellas Artes de San Sebastián. Formó parte del círculo de intelectuales mallorquines que, junto a Antonio Torrandell, se reunía cerca de la calle de los Apuntadores.